# 47144 Faulkes
47144 Faulkes è un asteroide della fascia principale. Scoperto nel 1999, presenta un'orbita caratterizzata da un semiasse maggiore pari a 2,2339292 UA e da un'eccentricità di 0,1243238, inclinata di 6,30346° rispetto all'eclittica.
L'asteroide è dedicato a Martin C. Faulkes, uomo d'affari britannico che ha ispirato il Progetto telescopio Faulkes.